# Hapalopsittaca melanotis
Hapalopsittaca melanotis е вид птица от семейство Папагалови (Psittacidae).

## Разпространение
Видът е разпространен в Боливия и Перу.